# Мониторинг на обикновените видове птици

## Основна цел
Основна цел на МОВП е да се установят популационните тенденции на широко разпространените видове птици и да се използват като индикатор за състоянието на биологичното разнообразие и оценка на устойчивостта на политиката за управление на земите в България.

## Задачи
- Да събере информация за ежегодните и дългосрочните промени в числеността на популациите на голям брой гнездящи видове птици в различните местообитания на територията на България
- Да спомогне за по-доброто разбиране на популационната биология на птиците и особено на причините за тяхното намаляване
- Да допринесе за опазването на птиците чрез включване в изследването на голям брой доброволци от цяла България
- Да допринесе за формирането на общоевропейския индикатор за биологичното разнообразие базиран на популационните тенденции на обикновените видове птици

## Ползи
- Чрез схемата се набира актуална информация за състоянието на биологичното разнообразие в страната.
- МОВП спомага да се установят заплахите за птиците и биоразнообразието, както и да се определят природозащитните приоритети.
- Спомага за оценка на ефективността от природозащитните дейности.
- Резултатите от МОВП са добър аргумент в подкрепа на предложенията за промяна на секторните политики, увреждащи природата.

## Обхват
Разпределението на пробните площадки от Мониторинга на обикновените видове птици до голяма степен съвпада с районите, където БДЗП има клонове, офиси или групи от активни доброволци. Независимо от това, поради относително широката представеност на дружеството, пробните площадки са разпределени на значителна част от територията на страната.
През пилотната за МОВП 2004 г. бяха изследвани общо 75 пробни площадки, което бе повече от очакваните 30 площадки. Въпреки това в големи райони от страната като например северозападна България и Горнотракийската низина нямаше пробни площадки и събраните през тази пилотна година данни не бяха представителни за страната като цяло.
През следващите 3 години броят на пробните площадки надхвърля 100 и те са значително по-равномерно разпределени на територията на страната.
Броят им по години е, както следва: 2005 г. – 129, 2006 г. – 155, 2007 г. – 120, 2008 г. – 108, 2009 г. – 98, 2010 г. – 107, 2011 г. – 117.

## Участие
Участието в схемата за мониторинг на обикновените видове птици е доброволно. В нея може да се включи всеки, който харесва птиците и обича да ги наблюдава в естествената им среда. Тя е замислена така, че да позволява бързо и лесно осъществяване и същевременно да бъде приятно занимание за всеки природолюбител.

## Партньори
- Министерство на земеделието и храните
- Програма за развитие на селските райони
- Изпълнителна агенция по околна среда (ИАОС)
- Европейски съвет за мониторинг на птиците (EBCC)
- Общоевропейска схема за мониторинг на обикновените видове птици (PECBM)
- Кралско дружество за защита на птиците / БърдЛайф Великобритания (RSPB)

## Документи
- Конвенция на ООН за опазване на биологичното разнообразие
- Рамсарска конвенция за влажните зони с международно значение
- Общоевропейска стратегия за опазване на биоразнообразието и естествената среда
- Директива 92/43 на ЕС за опазване на природните местообитания и на дивата флора и фауна
- Директива 79/409 на ЕС за опазване на дивите птици
- Стратегия на ЕС за устойчиво развитие